# Ripakkarivier
Ripakkarivier (Zweeds – Fins: Ripakkajoki) is een rivier annex beek, die stroomt in de Zweedse  gemeente Kiruna. De rivier ontstaat in het moerasgebied ten noordwesten van Vittangi. Ze ontwatert dat gebied en stroomt na 13900 meter zuidwaarts te hebben gestroomd de Ounisrivier in.
Afwatering: Ripakkarivier → Ounisrivier → Torne → Botnische Golf